# Предиславенка
Предисла́венка — деревня в Лунинском районе Пензенской области. Входит в состав Болотниковского сельсовета.

## География
Деревня расположена в северной части Пензенской области, на расстоянии примерно 5 км по прямой к западу-юго-западу от Лунино, административного центра района.
Часовой пояс
Деревня Предиславенка как и вся Пензенская область, находится в часовой зоне МСК (московское время). Смещение применяемого времени относительно UTC составляет +3:00.

## Население
| 1864 | 1910 | 1926 | 1930 | 1959 | 1979 | 1989 |
| ---- | ---- | ---- | ---- | ---- | ---- | ---- |
| 43   | ↗265 | ↗350 | ↗374 | ↘227 | ↘104 | ↘41  |
| 1996 | 2002 | 2010 |      |      |      |      |
| ↘34  | ↘32  | ↘3   |      |      |      |      |

Национальный состав
Согласно результатам переписи 2002 года, в национальной структуре населения русские составляли 88 % из 32 чел.